# 20e étape du Tour d'Espagne 2015
La 20e étape du Tour d'Espagne 2015 s'est déroulée le samedi 12 septembre 2015, entre San Lorenzo de El Escorial et Cercedilla, sur une distance de 175,8 km. Elle est remportée par le coureur espagnol Rubén Plaza, de l'équipe Lampre-Merida, à l'issue d'une échappée solitaire de 117 kilomètres. Tom Dumoulin, porteur du maillot rouge au départ de l'étape, arrive près de quatre minutes après ses concurrents et cède la première place du classement général à Fabio Aru.

## Parcours
La vingtième étape est la dernière étape de montagne de cette Vuelta. Elle comprend quatre ascensions de première catégorie, en 175,8 km de course. Partant de San Lorenzo de El Escorial, le parcours se dirige vers le nord et atteint une première fois Cercedilla, sans passer par la ligne d'arrivée, après 17 km. La course poursuit sa route vers le nord où se trouve la première difficulté du jour, le Puerto de Navacerrada (9,4 km d'ascension à 6,6 %). Après un court plateau et une descente abrupte, les coureurs escaladent le versant nord du Puerto de la Morcuera (11,5 km à 5,4 %). Après une nouvelle descente raide, une boucle de quarante kilomètres de plaine amènent les coureurs sur le même parcours, en sens inverse. Ils empruntent ainsi le versant sud du Puerto de la Morcuera (10,4 km à 6,6 %). Après la descente, ils atteignent la dernière ascension du jour, le Puerto de Cotos (11 km à 5,3 %). À 17,8 km, ils reviennent sur le plateau, suivi de la descente vers Cercedilla.

## Déroulement de la course

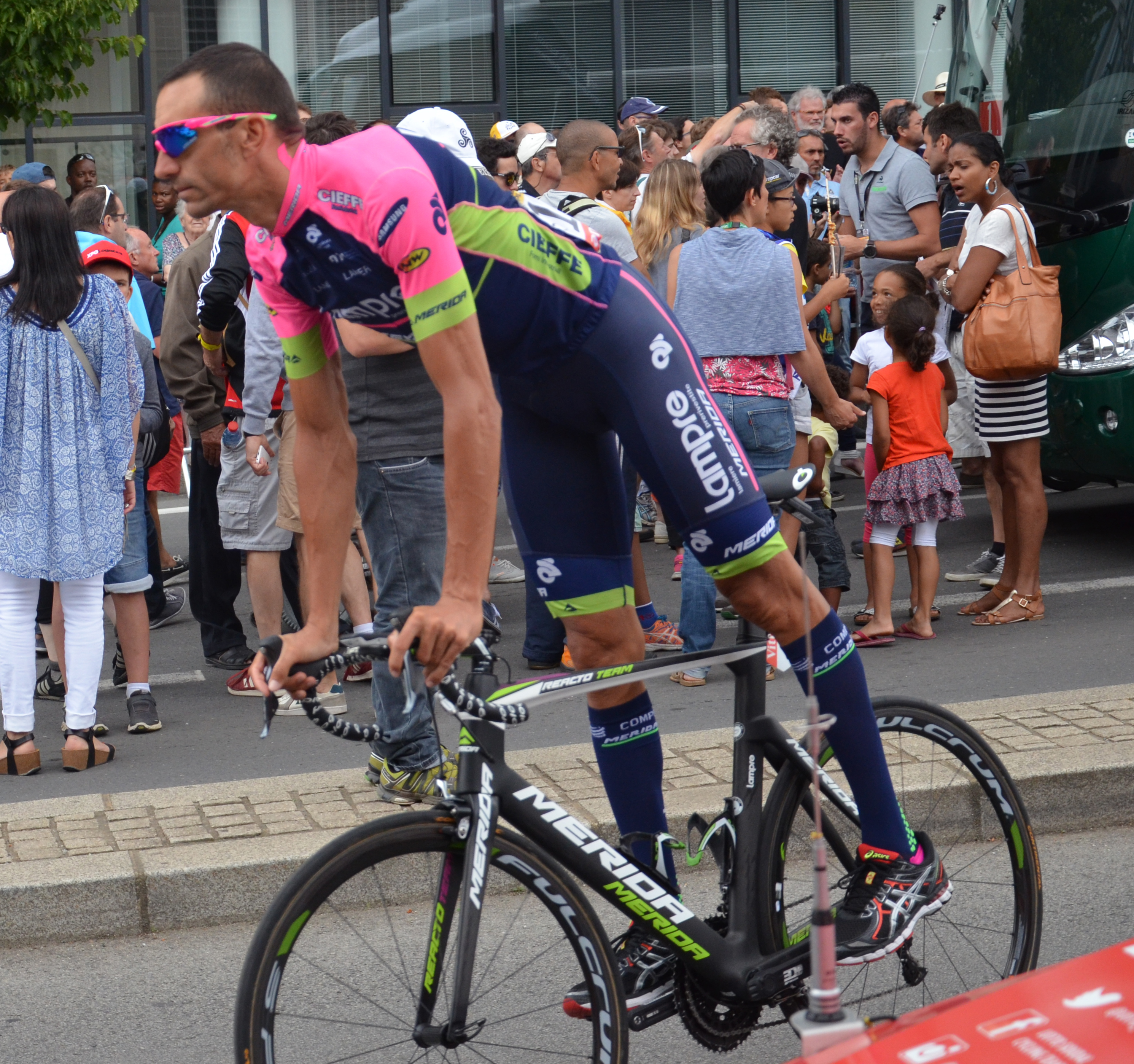
Rubén Plaza, vainqueur de l'étape (ici durant le Tour de France 2015).

Le début d'étape est animé par plusieurs tentatives d'échappées. Un groupe de dix coureurs parvient à être formé, comprenant Rubén Plaza (Lampre-Merida), Adam Hansen (Lotto-Soudal), Jacobus Venter (MTN-Qhubeka), Lawrence Warbasse (IAM), Daniel Navarro (Cofidis), Jay McCarthy (Tinkoff-Saxo), José Gonçalves (Caja Rural-Seguros), Eduard Vorganov (Katusha), Moreno Moser (Cannondale-Garmin), Miguel Ángel Rubiano (Colombia) et Yukiya Arashiro (Europcar). Un deuxième groupe de 29 coureurs s'intercaler entre les échappés et le peloton. Au sommet de la première difficulté, le groupe de tête compte une minute d'avance sur ses poursuivants, et cinq minutes sur le peloton. Dans la deuxième ascension, Plaza attaque seul et creuse une avance de plus de deux minutes. Derrière lui, les 28 coureurs des deux groupes se rejoignent. Plaza compte alors treize minutes d'avance sur le peloton. Son avance sur le groupe de poursuivants décroit à l'approche de la troisième difficulté, puis remonte dans cette ascension pour atteindre trois minutes. Au sommet de la dernière ascension, l'écart est encore de deux minutes, soit suffisamment pour lui permettre de gagner l'étape, après plus de trois heures d'échappée solitaire, sur 117 kilomètres. José Gonçalves et Alessandro De Marchi s'extraient du reste du groupe pour prendre les deuxième et troisième places, un peu plus d'une minute après Plaza.
Après la deuxième ascension de l'étape, l'équipe Astana se place en tête du peloton principal. Tom Dumoulin en fait toujours partie, mais la plupart de ses équipiers ont été distancés. Dans la troisième ascension, les coureurs d'Astana attaquent. Mikel Landa est le premier à partir, à 4 kilomètres du sommet. Fabio Aru en fait de même ensuite, et est rejoint par Nairo Quintana et Rafał Majka. Dumoulin est d'abord distancé puis parvient à revenir sur le groupe comprenant alors huit coureurs : Landa, Aru, Quintana, Majka, Dumoulin, Joaquim Rodríguez, Esteban Chaves et Mikel Nieve. À l'approche du sommet, Dumoulin et Nieve sont lâchés. Dumoulin tente de rattraper le groupe dans la descente et sur le plat. Cependant, Fabio Aru dispose alors de trois coéquipiers, car Luis León Sánchez et Andrey Zeits, présents à l'avant de la course, l'ont attendu. L'équipe Astana maintient ainsi l'avance du groupe sur Dumoulin.
Dans l'ascension finale, Quintana et Majka attaquent. Ils sont aidés par Andrey Amador, équipier de Quintana, qui était lui aussi présent dans l'échappée, et obtiennent une minute d'avance sur le reste du groupe.Joaquim Rodríguez s'emploie en tête du groupe des favoris pour défendre sa place au classement général. Quintana et Majka terminent avec une cinquantaine de secondes d'avance sur Rodríguez, Aru et Chaves. Dumoulin arrive près de quatre minutes après ces derniers, ce qui permet à Aru de prendre la tête du classement général, devant Rodríguez et Majka. Dumoulin recule à la sixième place.

## Résultats

### Classement de l'étape
| Classement de l'étape | Classement de l'étape | Classement de l'étape | Classement de l'étape  | Classement de l'étape |
|                       | Coureur               | Pays                  | Équipe                 | Temps                 |
| --------------------- | --------------------- | --------------------- | ---------------------- | --------------------- |
| 1er                   | Rubén Plaza           | Espagne               | Lampre-Merida          | en 4 h 37 min 5 s     |
| 2e                    | José Gonçalves        | Portugal              | Caja Rural-Seguros RGA | + 1 min 7 s           |
| 3e                    | Alessandro De Marchi  | Italie                | BMC Racing             | + 1 min 8 s           |
| 4e                    | Romain Sicard         | France                | Europcar               | + 1 min 29 s          |
| 5e                    | Amaël Moinard         | France                | BMC Racing             | + 1 min 30 s          |
| 6e                    | Carlos Verona         | Espagne               | Etixx-Quick Step       | + 1 min 30 s          |
| 7e                    | Sergio Henao          | Colombie              | Sky                    | + 1 min 30 s          |
| 8e                    | Kenny Elissonde       | France                | FDJ                    | + 1 min 35 s          |
| 9e                    | Matteo Montaguti      | Italie                | AG2R La Mondiale       | + 1 min 43 s          |
| 10e                   | Moreno Moser          | Italie                | Cannondale-Garmin      | + 2 min 40 s          |
| modifier              |                       |                       |                        |                       |

### Classements à l'issue de l'étape

#### Classement général

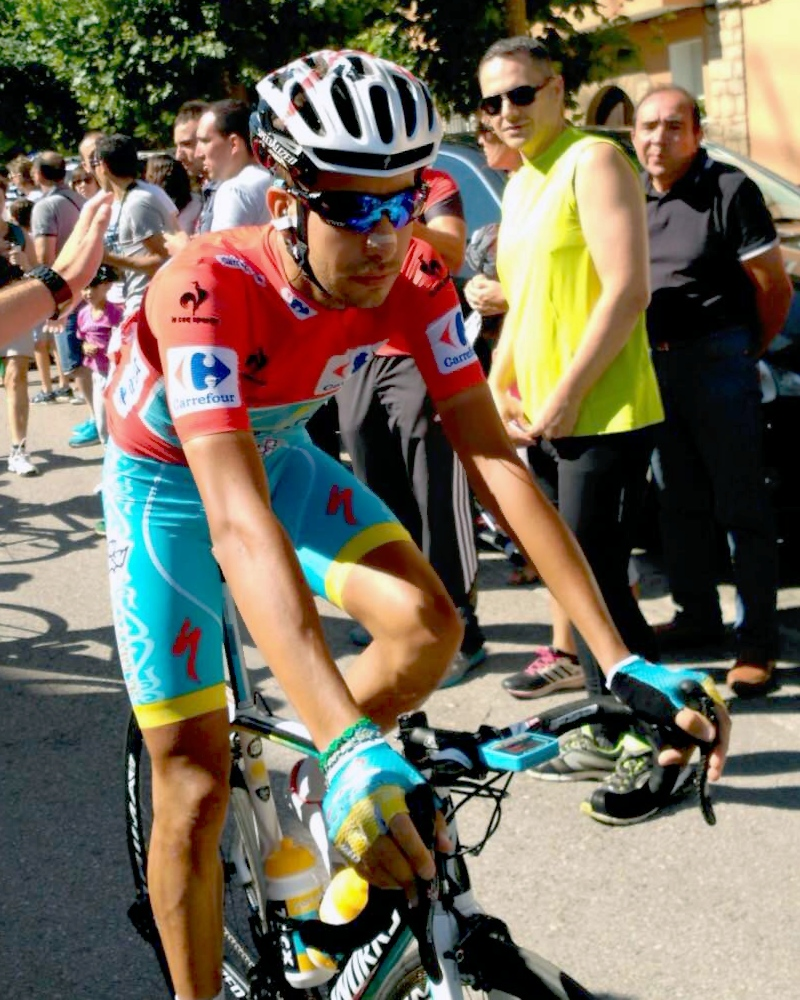
Fabio Aru, ici lors de la quinzième étape, récupère le maillot rouge.

| Classement général | Classement général | Classement général | Classement général | Classement général   |
|                    | Coureur            | Pays               | Équipe             | Temps                |
| ------------------ | ------------------ | ------------------ | ------------------ | -------------------- |
| 1er                | Fabio Aru          | Italie             | Astana             | en + 83 h 1 min 40 s |
| 2e                 | Joaquim Rodríguez  | Espagne            | Katusha            | + 1 min 17 s         |
| 3e                 | Rafał Majka        | Pologne            | Tinkoff-Saxo       | + 1 min 29 s         |
| 4e                 | Nairo Quintana     | Colombie           | Movistar           | + 2 min 2 s          |
| 5e                 | Esteban Chaves     | Colombie           | Orica-GreenEDGE    | + 3 min 30 s         |
| 6e                 | Tom Dumoulin       | Pays-Bas           | Giant-Alpecin      | + 3 min 46 s         |
| 7e                 | Alejandro Valverde | Espagne            | Movistar           | + 7 min 10 s         |
| 8e                 | Mikel Nieve        | Espagne            | Sky                | + 7 min 26 s         |
| 9e                 | Daniel Moreno      | Espagne            | Katusha            | + 7 min 32 s         |
| 10e                | Louis Meintjes     | Afrique du Sud     | MTN-Qhubeka        | + 10 min 46 s        |
| modifier           |                    |                    |                    |                      |